# 鄭振鐸
鄭 振鐸（てい しんたく）は、中華民国・中華人民共和国の作家・文学研究者・政治家。中国民主促進会の発起人の一人。著作に『書物を焼くの記』『中国俗文学史』など。
字は西諦。書斎には「玄覧堂」の号を用いた。筆名には、幽芳閣主、紉秋館主、紉秋、幼舫、友荒、賓芬、郭源新等の多くの筆名を用いた。祖籍は福建省福州府長楽県。

## 生涯

### 五四運動・日中戦争での活動
1917年（民国6年）、北京鉄路管理伝習所に入学する。1919年（民国7年）の五四運動時期に、瞿秋白らと『新社会』の雑誌を創刊し、また茅盾（沈雁氷）らと民衆戯劇社を創設して月刊誌『戯劇』を創刊するなどして、新文化運動を唱導した。 
1920年（民国9年）、鄭振鐸は茅盾、葉聖陶（葉紹鈞）らと共に発起人として文学研究会を結成し、『文学旬刊』を創刊した。翌1921年（民国10年）、鄭は鉄路管理学校を卒業し、茅盾の紹介で上海に移り商務印書館で文学研究叢書の編集を担当した。1922年（民国11年）、週刊誌『児童世界』を創刊し、その翌年には『小説月報』を創刊している。1925年（民国14年）9月、私立復旦大学講師となり、翌年には省立曁南大学講師となった。1927年（民国16年）3月、上海で作人公会を組織している。
上海クーデター（四・一二政変）後、政治的圧迫を受けた鄭振鐸は出国し、パリにしばらく在住した。1931年（民国20年）に帰国して国立清華大学教授となり、翌年、私立燕京大学教授に転じた。1933年（民国22年）からは、月刊誌『文学』と季刊誌『文学季刊』の編集に参加している。1934年（民国23年）、上海に戻り、曁南大学文学院院長となった。またこの時期には、生活書店の『世界文庫』の主編を務め、さらに魯迅との協力で『北平箋譜』を編集した。1936年（民国25年）6月には、葉聖陶らと共に発起人として中国文芸界協会を創設している。
日中戦争（抗日戦争）勃発後、鄭振鐸は中国文芸界救亡協会、中国文芸家協会、中華全国文芸抗敵総会等に属して抗日の言論を展開する。上海陥落後も鄭敬夫の偽名を用い、胡愈之らと復社を創設し、『魯迅全集』、『聯共党史』、『レーニン文選』などを刊行した。

### 戦後の活動
戦後の1945年（民国34年）10月、鄭振鐸は週刊誌『民主』を創刊し、翌1946年（民国35年）1月には李健吾らと『文芸復興』を創刊した。同年4月、馬叙倫らと中国民主促進会の発起人となり、創設後は理事となった。また、中華全国文芸界協会上海分会常務理事も務めている。国共内戦末期の1949年（民国38年）初頭に北平を訪問し、中国共産党側に就くことを示した。同年7月、中華全国文学芸術工作者代表大会（「中国文代会」）第1回全国大会に出席し、中華全国文学芸術界聯合会（「全国文聯」）と全国文学工作者協会の常務委員に選出されている。
10月の中華人民共和国成立後、鄭振鐸は、文化関連の役職として、中央文化部文物局局長・副部長、北京大学文学研究所所長、中国科学院学部委員・考古研究所所長、民間文学研究室副主任等を歴任した。また政治分野でも、中国人民政治協商会議全国委員会委員（第1・2期）、全国人民代表大会第1期代表を務め、さらに中緬友好協会会長にもなっている。 
1958年、中国文化代表団を率いてモスクワを訪問する途中、ソ連領内のカナシュで搭乗していた飛行機が墜落し死亡した。享年61（満59歳）。

## 著作
- 『鄭振鐸文集』
- 『家庭的故事』
- 『桂公塘』
- 『中国文学論集』
- 『俄国文学史略』
- 『山中雑記』
- 『文学大綱』
- 『泰戈爾伝』
- 『中国文学史』
- 『中国通俗文学史』
- 『中国古代木刻史略』
- 『蟄居散記』（『書物を焼くの記』）

### 日本語訳
- 『書物を焼くの記 日本占領下の上海知識人』岩波書店〈岩波新書〉、1954年（復刊1991年）、安藤彦太郎・斎藤秋男 訳、ISBN 978-4004150718
- 『中国俗文学史』東方書店〈東方学術翻訳叢書〉、2023年、高津孝・李光貞 監訳、ISBN   9784497223098